# Shahrestān-e Shūshtar
Shahrestān-e Shūshtar (persiska: شهرستان شوشتر, شوشتر) är en delprovins (shahrestan) i Iran.   Den ligger i provinsen Khuzestan, i den centrala delen av landet, 500 km sydväst om huvudstaden Teheran.
Delprovinsen hade 192 028 invånare 2016.